# Gabriel Zucman
Gabriel Zucman (* 30. října 1986 Paříž) je francouzský ekonom známý díky svému výzkumu na téma daňových rájů a daňových rájů právnických osob v knize The Hidden Wealth of Nations: The Scourge of Tax Havens z roku 2015. Zucmanovy práce jsou jedněmi z nejcitovanějších na toto téma. V roce 2018 byl Zucman večerníkem Le Monde oceněn jako nejlepší mladý francouzský ekonom. Toto ocenění dostal za výzkum vyhýbání se placení daní a jeho ekonomických následků. V současnosti je profesorem veřejné politiky a ekonomie na University of California, Berkley.

## Kariéra
V rozhovorech Zucman popisuje jako „traumatizující politickou událost mého mládí“, když Jean-Marie Le Pen dosáhl druhého kola francouzských prezidentských voleb roku 2002, kdy bylo Zucmanovi 15 let. V roce 2018 Zucman o této události řekl: „Hodně mého politického myšlení se od té doby soustředilo na to, jak se můžeme vyhnout tomu, aby se tato katastrofa opakovala. Zatím jsme selhali“.
V letech 2005 až 2010 Zucman navštěvoval École normale supérieure Paris-Saclay, jednu z prestižních francouzských Grandes Écoles. Během této doby získal roku 2008 magisterský titul v analýze hospodářské politiky a následně v roce 2013 doktorát v oboru ekonomie, a to jak na Škole pro pokročilá studia v sociálních vědách (EHESS), tak na Paris School of Economics, kde dokonce roku 2014 obdržel cenu Francouzské ekonomické asociace za nejlepší disertační práci. Po ukončení studií Zucman pracoval rok na Kalifornské univerzitě v Berkeley (UC Berkeley), posléze přijal místo asistenta ekonomie na London School of Economics (LSE). Následně vykonával stejnou pozici i v UC. Berkeley, až později odešel z LSE. Od roku 2015 byl Zucman jedním z ředitelů World Wealth and Income Database (WID), databáze zaměřené na poskytování přístupu k rozsáhlým datům o celosvětové distribuci příjmů a bohatství.
Během své výzkumné a pedagogické činnosti Zucman přispíval do několika ekonomických časopisů, mimo jiné do Quarterly Journal of Economics, Review of Economic Studies, Econometrica a Journal of Political Economy. Zároveň spoluzaložil a působil jako šéfredaktor časopisu Regards croisés sur l'économie, odkrývající francouzské veřejnosti akademický výzkum v ekonomii.

## Výzkum
V srpnu 2014 v článku Capital is Back zkoumají Zucman a francouzský ekonom Thomas Piketty vývoj souhrnného poměru bohatství k příjmům v osmi nejvíce rozvinutých ekonomikách. Tento výzkum sahá až do roku 1700 v případě USA, Spojeného království, Německa a Francie a zjišťuje, že poměr bohatství a příjmu vzrostl z přibližně 200–300 % v roce 1970 na 400–600 % v roce 2010, úrovně neviděné od 18. a 19. století. Změnu lze vysvětlit dlouhodobým oživením cen aktiv, zpomalením produktivity a populačním růstem. Zucman je spoluautorem několika dalších článků s Thomasem Pikettym.
Velká část Zucmanova výzkumu se týká otázek ekonomické nerovnosti a, co je nejdůležitější, daňových rájů. V roce 2015 Zucman ve své knize The Hidden Wealth of Nations: The Scourge of Tax Havens používá systematické anomálie v mezinárodních investičních pozicích, aby ukázal, že čisté pozice zahraničních aktiv bohatých zemí jsou obecně podceňovány, protože nezachycují většinu aktiv držených v zahraničích daňových rájích. Na základě svých výpočtů shledává, že asi 8% globálního finančního bohatství, neboli 7,6 bilionů dolarů, je drženo v daňových rájích, z čehož tři čtvrtiny zůstávají nehlášené.
V letech 2017–18 se Zucman zaměřil na rozsah mezinárodního vyhýbání se daňovým povinnostem pomocí base erosion and profit shifting („BEPS“) v největších daňových rájích právnických osob. Zucman věří, že Irsko, uznávané jako hlavní daňový ráj právnických osob, je kvůli technickým faktorům stále podstatně podceňováno databázovými studiemi Orbis (i když tyto studie řadí Irsko jako 5. největší globální Conduit OFC). Výzkum publikovaný Zucmanem, Tørsløvem a Wierem v červnu 2018 ukázal, že Irsko je největším daňovým rájem právnických osob na světě, dokonce větším než celý karibský systém daňových rájů. Tento výzkum také ukázal, že daňové spory mezi jurisdikcemi s vysokými daněmi a daňovými ráji pro právnické osoby jsou extrémně vzácné a že k daňovým sporům skutečně dochází pouze mezi jurisdikcemi s vysokými daněmi.
Spolu s Jamesem R. Hinesem Jr. a Dhammikou Dharmapalou je Gabriel Zucman považován za lídra ve studiu daňových rájů a jeho práce patří mezi nejcitovanější výzkumy daňových rájů. V říjnu 2018 je Zucman na 1. místě z „19 829 ekonomů, jejichž první publikace byla vydána před 10 nebo méně lety“, v databázi IDEAS / RePEc (Research Papers in Economics).
Další výzkum Zucmana se zabývá dopadem zákroku skupiny G20 na daňové ráje a daňové ráje právnických osob, přeshraniční zdanění a přesouvání zisků z nadnárodních společností. Dále se zabývá dlouhodobým vztahem mezi bohatstvím a dědictvím, a také trajektorií nerovnosti bohatství ve Spojených státech. Zucman je často citován v předních světových zpravodajských médiích.

## Osobní život
Gabriel Zucman se narodil v roce 1986 v Paříži. Je synem dvou francouzských lékařů; jeho matka se zabývá výzkumem imunologie a jeho otec léčí pacienty nakažené HIV.
Zucman je ženatý s francouzskou ekonomkou Claire Montialoux, se kterou se seznámil v roce 2006.
V květnu 2020 Zucman kritizoval poradce Bílého domu Kevina Hassetta za použití označení "zásoby lidského kapitálu" pro popis amerických pracovníků. Podle Zucmana dává toto označení smysl pouze v otrokářských společnostech. Uživateli Twitteru bylo zjištěno, že Zucman stejné označení použil ve vlastní akademické práci, která byla od té doby přepracována.

### Články
- ZUCMAN, Gabriel (2013). The Missing Wealth of Nations: Are Europe and the U.S. net Debtors or net Creditors?. The Quarterly Journal of Economics. ISSN 0033-5533, E-ISSN 1531-4650
- ZUCMAN, Gabriel a Piketty, Thomas (2014). Capital is Back: Wealth-Income Ratios in Rich Countries 1700–2010. The Quarterly Journal of Economics. ISSN 0033-5533, E-ISSN 1531-4650
- ZUCMAN, Gabriel a Tørsløv, Thomas a Wier, Ludvig (2018). The Missing Profits of Nations. National Bureau of Economic Research. DOI: 10.3386/w24701